# Maniace
Maniace (Maniàci in siciliano) è un comune italiano di 3 748 abitanti della città metropolitana di Catania in Sicilia.
È un comune del parco dei Nebrodi.

## Storia
Il paese prende il nome dal comandante bizantino Giorgio Maniace, principe e Vicario dell'Imperatore di Costantinopoli, discendente dalla famiglia imperiale di Bisanzio, che nel 1040 in questo territorio sconfisse le truppe musulmane di Abdallah, al fine di riconquistare la Sicilia.
Nel 1043 represse la rivolta ad opera di normanni e lombardi e grazie al buon compimento della battaglia, i suoi soldati lo nominarono imperatore bizantino e di Siracusa.
Nel XII secolo la regina Margherita di Navarra e di Sicilia, madre dell'imperatore Guglielmo II di Sicilia, il Buono, volle profondamente costruire dove sorgeva un cenobio contenente una icona con una Madonna dipinta da san Luca evangelista, eretto da Giorgio Maniace, per ringraziamento alla Madonna per la grande vittoria ricevuta sui musulmani, una abbazia benedettina chiamata Santa Maria dei Maniaci (successivamente Castello Maniaci di Bronte o Ducea Maniace), in onore di Giorgio Maniace, i cui discendenti si erano imparentati con la casa reale d'Altavilla.
Quasi tutta la popolazione di questa cittadina discende da famiglie originarie di Tortorici, centro della zona nebrodense della provincia di Messina, che a partire dal XIX secolo attraversarono i Nebrodi alla ricerca di nuove terre.
Il Comune si costituì il 18 aprile 1981 con scorporo di territorio da Bronte, ai sensi della Legge regionale n. 62 dell'11 aprile.

### Simboli
Lo stemma e il gonfalone sono stati concessi con decreto del presidente della Repubblica del 15 settembre 1988.
Lo stemma è uno scudo partito semitroncato: nella prima partizione è raffigurato il martirio di san Sebastiano al naturale in campo d'oro; il secondo è d'argento, alla banda d'azzurro; il terzo di rosso, a un castello d'argento.
Il gonfalone è un drappo partito di azzurro e di bianco.

## Società

### Evoluzione demografica
Abitanti censiti

## Geografia antropica
Urbanisticamente consiste di piccole borgate, delle quali la più popolosa è Petrosino.

## Amministrazione
Di seguito è presentata una tabella relativa alle amministrazioni che si sono succedute in questo comune.
| Periodo          | Periodo         | Primo cittadino                                   | Partito                            | Carica                    | Note            |
| ---------------- | --------------- | ------------------------------------------------- | ---------------------------------- | ------------------------- | --------------- |
| 25 giugno 1982   | 1 luglio 1989   | Franco Parasiliti Parracello                      | Partito Comunista Italiano         | Sindaco                   | [ 6 ]           |
| 25 luglio 1989   | 21 giugno 1992  | Emilio Conti                                      | Partito Comunista Italiano         | Sindaco                   | [ 6 ]           |
| 25 giugno 1992   | 6 febbraio 1993 | Emilio Conti                                      | Partito Democratico della Sinistra | Sindaco                   | [ 6 ]           |
| 3 marzo 1993     | 4 dicembre 1993 | Carmelo Lupicata Rinato                           | Partito Democratico della Sinistra | Sindaco                   | [ 6 ]           |
| 20 dicembre 1993 | 17 giugno 1996  | Salvatore Pinzone Vecchio                         | Partito Democratico della Sinistra | Sindaco                   | [ 6 ]           |
| 17 giugno 1996   | 5 agosto 1999   | Franco Parasiliti Parracello                      | lista civica                       | Sindaco                   | [ 6 ]           |
| 5 agosto 1999    | 17 aprile 2000  | Antonino Biondo                                   |                                    | Comm. straordinario       | [ 6 ]           |
| 17 aprile 2000   | 17 maggio 2005  | Emilio Conti                                      | lista civica                       | Sindaco                   | [ 6 ]           |
| 17 maggio 2005   | 1º giugno 2010  | Salvatore Pinzone Vecchio                         | Uniti per cambiare                 | Sindaco                   | [ 6 ]           |
| 1º giugno 2010   | 3 giugno 2015   | Salvatore Pinzone Vecchio                         | lista civica                       | Sindaco                   | [ 6 ]           |
| 3 giugno 2015    | 16 maggio 2020  | Antonino Cantali                                  | Uniti per cambiare                 | Sindaco                   | Rimosso con DPR |
| 16 maggio 2020   | 13 giugno 2022  | Enrico Galeani-Caterina Minutoli-Alfio Pulvirenti |                                    | commissione straordinaria |                 |
| 13 maggio 2022   | in carica       | Franco Parasiliti Parracello                      | lista civica Rinasci Maniace       | Sindaco                   | [ 6 ]           |